# Luis Ángel Scaglione
Luis Ángel Scaglione fue un pionero fotógrafo, camarógrafo y productor de la época de oro del cine argentino.

## Carrera
Luis Ángel Scarglione se destacó por sus fotografías en la época del nacimiento de las primeras películas mudas junto a su hermano Vicente Scarglione.
Debutó en 1917 con Santos Vega, dirigido por el autor Carlos di Paoli, protagonizado por José Podestá e Ignacio Corsini y, luego de varios trabajos más, fundó junto con su hermano la Colón Films, en Boedo 51, produciendo todas sus películas del año veintitrés, y tuvo estudios en los que José Agustín Ferreyra rodó varias de sus películas.
Posteriormente a su trayectoria en Argentina, viajó a Perú para ampliar su experiencia cinematográfica extranjera. Trabajó así como asistente de Enzo Longhi en el film La Perricholi y de Pedro Sambarino en la película Luis Pardo.
También fue director de la Compañía Cinematográfica de Publicidad “Bellezas Argentinas”.

## Filmografía
En Argentina:
- 1917: Santos Vega.
- 1919: De vuelta al pago.
- 1922: La muchacha del arrabal.
- 1922: La chica de la calle florida.
- 1923: Melenita de oro.
- 1925: El organito de la tarde.

En Chile:
- 1926: El Lecho Nupcial producida por Alistrong Films de Santiago.

En Perú:
- 1927: Luis Pardo.
- 1928: La Perricholi.
- 1929: Los abismos de la vida, dirigida por  Stefanía Socha.